# Alfredo Norfini
Alfredo Norfini (Florença, 23 de dezembro de 1867 — São Paulo, 23 de dezembro de 1944) foi um desenhista, aquarelista, pintor e professor ítalo-brasileiro.

## Biografia
Pertencente a uma família em que alguns dos integrantes também eram pintores, dentre eles seu pai, o pintor e professor Luigi Norfini (1825-1909), estudou na Academia de São Lucas, localizada em Roma, local onde seu pai era diretor e lecionava aulas sobre pinturas envolvendo batalhas, o que teve influência em sua carreira como artista.
Alfredo consegue concluir o curso em 1892 e, neste mesmo ano, da Grande Exposição de Artistas Internacionais em Nice, França, onde recebeu uma medalha de prata como forma de reconhecimento pelos seus trabalhos. Em 1893, Norfini conhece Maria Colli em Buenos Aires, onde se casam e permanecem juntos até 1898, quando o pintor decide que vai ir para o Brasil buscar condições de trabalho melhores e que favoreçam seu lado artístico. Seu período na Argentina anterior à ida ao Brasil foi encarado como normal já que era comum na época pintores viajarem em países da América do Sul para ter conhecimento de costumes, fauna e flora das regiões, e aprimorar sua técnica de pintura. A escolha pelo país argentino se deve ao grande número de imigrantes italianos no local, onde residiam possíveis parentes do pintor.
O artista decidiu ir ao Brasil após um major brasileiro, alguém próximo do círculo de amigos de Norfini, o convencer a ir para ter mais oportunidades na carreira de pintor, desejo de Norfini desde que decidira ir para a América do Sul. Devido ao receio da febre amarela, Norfini decidiu sair de Santos junto com sua esposa e filha para refugiar-se em Campinas, até a queda do surto, mudando os planos do pintor que era de se fixar em São Paulo devido ao interesse artístico.
Apesar da troca de local para permanecer com sua família, o pintor conseguiu um período próspero na região por estar em plena zona cafeeira, o que favoreceu o crescimento da carreira de Norfini. Sua rotina era lecionar e observar obras de arte, mas sem deixar de lado a pintura, tanto que em 1903 inaugura a primeira exposição de pintura de Campinas.
O pintor também foi, ao lado de Giuseppe Barchitta, um dos primeiros professores e mestres do artista Hugo Adami, que tem como uma das principais obras o retrato de Mário de Andrade. Norfini foi fundamental para que Adami construísse seu estilo próprio mesclado com a pintura do grupo de artistas italianos do século XIX, os macchiaioli.
O pintor morreu em São Paulo, no dia do seu 77° aniversário.

## Viagens
Seu gosto pela viagem fez com que Norfini tivesse contato com pinturas de cidades como Recife, Rio de Janeiro, Sabará e Ouro Preto. Nessa passagem pelas cidades mineiras destacadas, o artista se mostra atento à topografia, a arquitetura e a cultura material do local. O Museu Histórico Nacional (MHN), reconhece desde 1934 o trabalho feito por Norfini como importante documentação iconográfica do patrimônio cultural brasileiro. Na cidade mineira, Alfredo Norfini incorporou em suas pinturas estruturas semelhantes às construções do estilo barroco, características da cidade de Ouro Preto. Seu estilo foi apreciado em São Paulo devido à presença de arquitetos que procuravam uma arquitetura barroca, que depois aproveitaram para o estilo neocolonial.
Suas viagens auxiliaram na sua identidade artística. Suas passagens pela Europa e pelo Egito foram marcadas por desenhos de características árabes que chamaram a atenção ao serem apresentados no Brasil. Já em 1922, foi publicado o livro "Velho Brasil. Época Colonial. Minas Gerais", onde se encontram desenhos referentes às aquarelas de Norfini. O trabalho é considerado o de maior relevância de Norfini no Brasil, apesar de na década de 1930 o pintor ter sido comissionado para realizar trabalhos de documentação botânica e zoológica no país. Em 1940, o artista viaja até o estado do Pará e tem contato com os grupos intelectuais de Belém. Nessa época, Norfini participa de salões de arte e realiza exposições a fim de ter maior contato com o mundo artístico da região para aprimorar seu conhecimento. Na sequência, viaja para a Amazônia com o intuito de interagir com o espaço político, religioso e com os moradores da região do antigo Estado do Grão-Pará.
Já pelo lado acadêmico, o pintor também teve participação na educação escolar ao lecionar no colégio Liceu de Artes e Ofícios, localizado no centro na cidade de São Paulo e que atualmente se especializou para o ensino técnico de Multimídia, Eletrônica e Edificações. Além de ser professor, Norfini ilustrou a revista "Renascença" e fez parte do projeto de estruturação do Horto Florestal ao pintar uma série de árvores do Brasil. que se tornou um dos relevantes momentos da carreira do pintor italiano.
Com um resultado considerado positivo pelo próprio artista, Alfredo Norfini continuou no mundo artístico pintando estudos de árvores e colocando ao lado das obras o nome científico delas para complementar seus estudos sobre o assunto. Dentre os trabalhos obtidos com tal experiência, estão pinturas com temáticas de cenas de costume regionais, paisagens do Brasil afora, índios, marinhas e plantas, temas preferidos do italiano para realizar suas obras.

## Obras

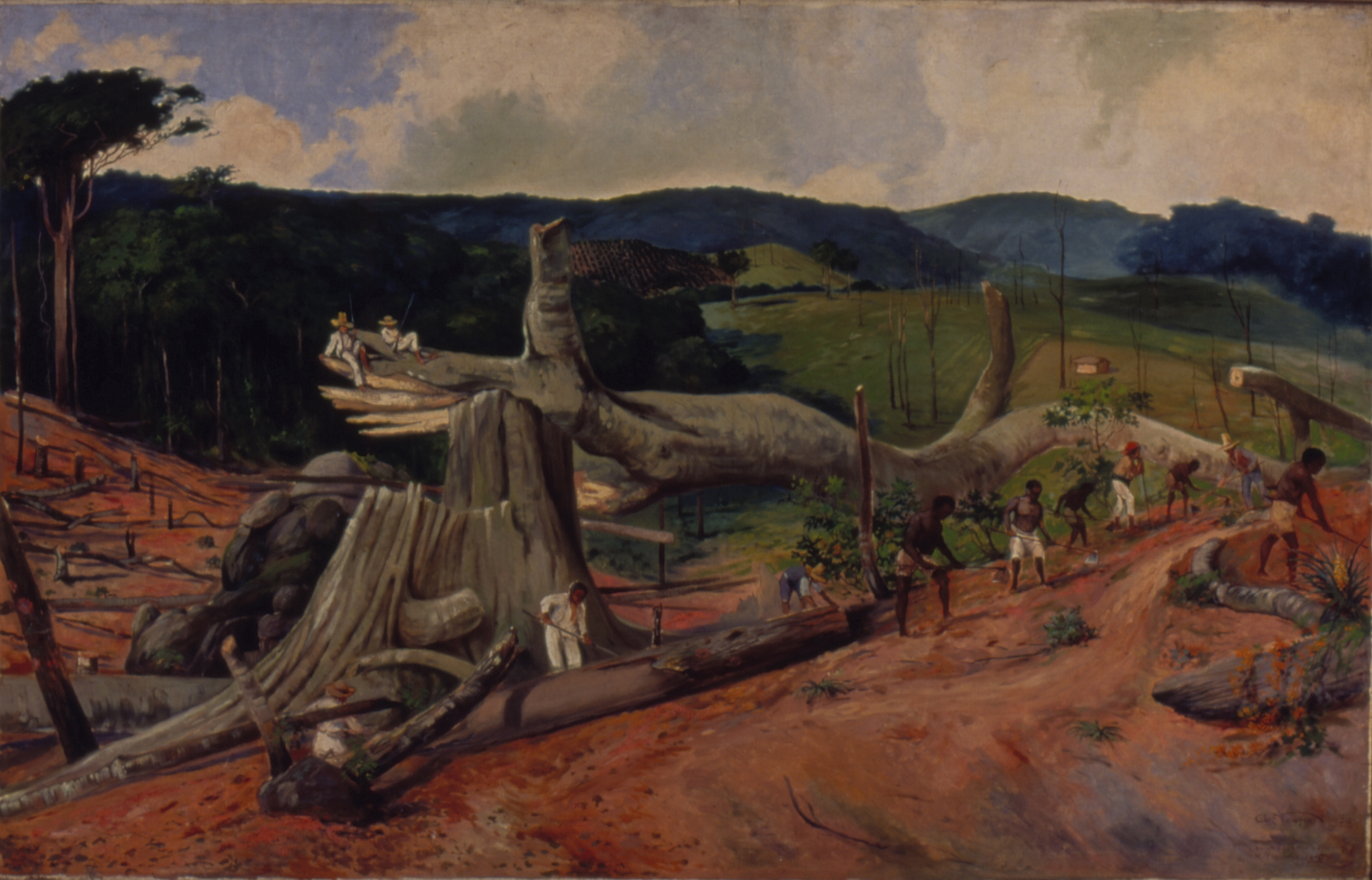
Derrubada na Fazenda Cachoeira - Campinas, Acervo do Museu Paulista da USP.

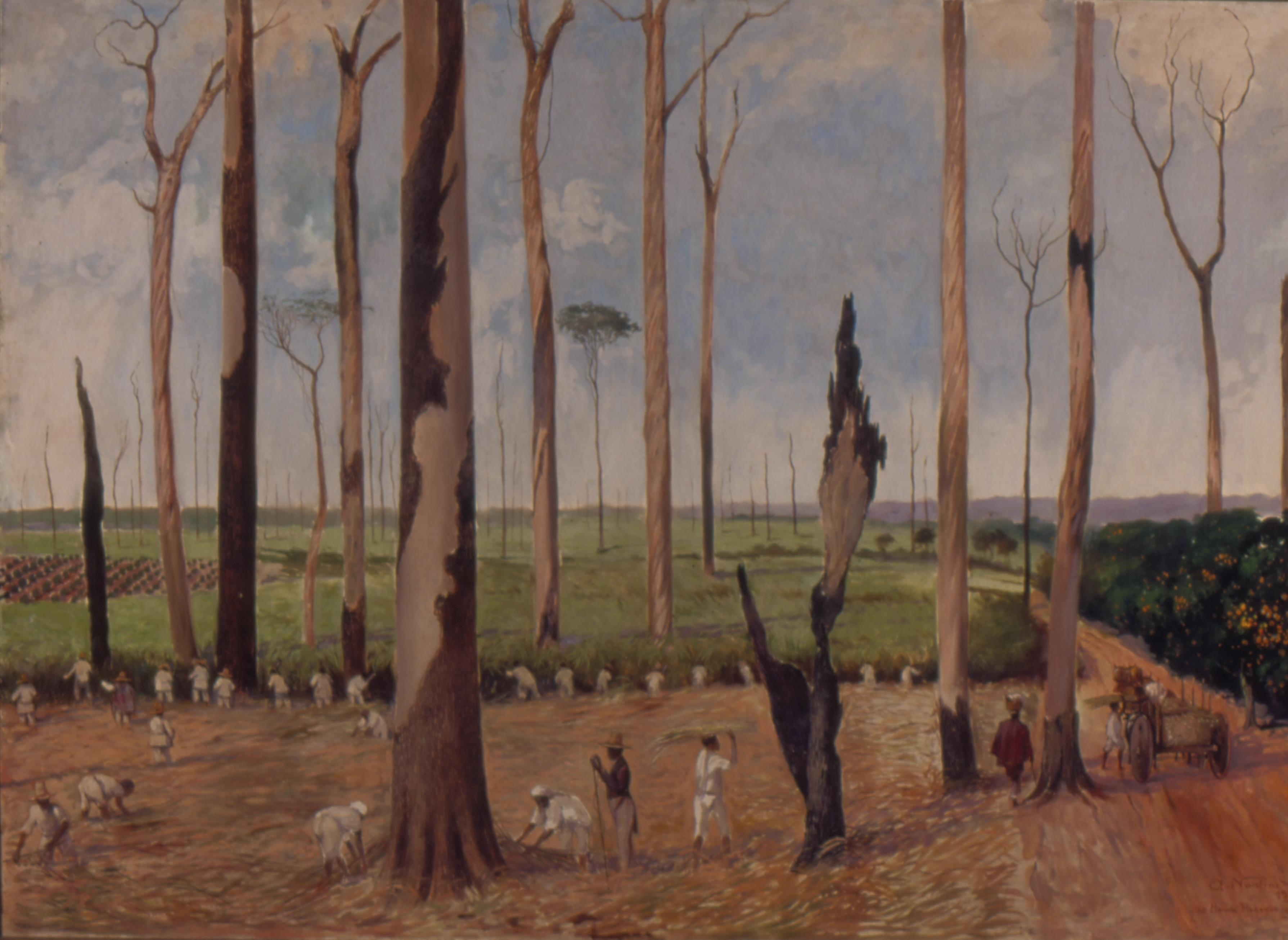
Fazenda Cachoeira - Canavial, Acervo do Museu Paulista da USP.

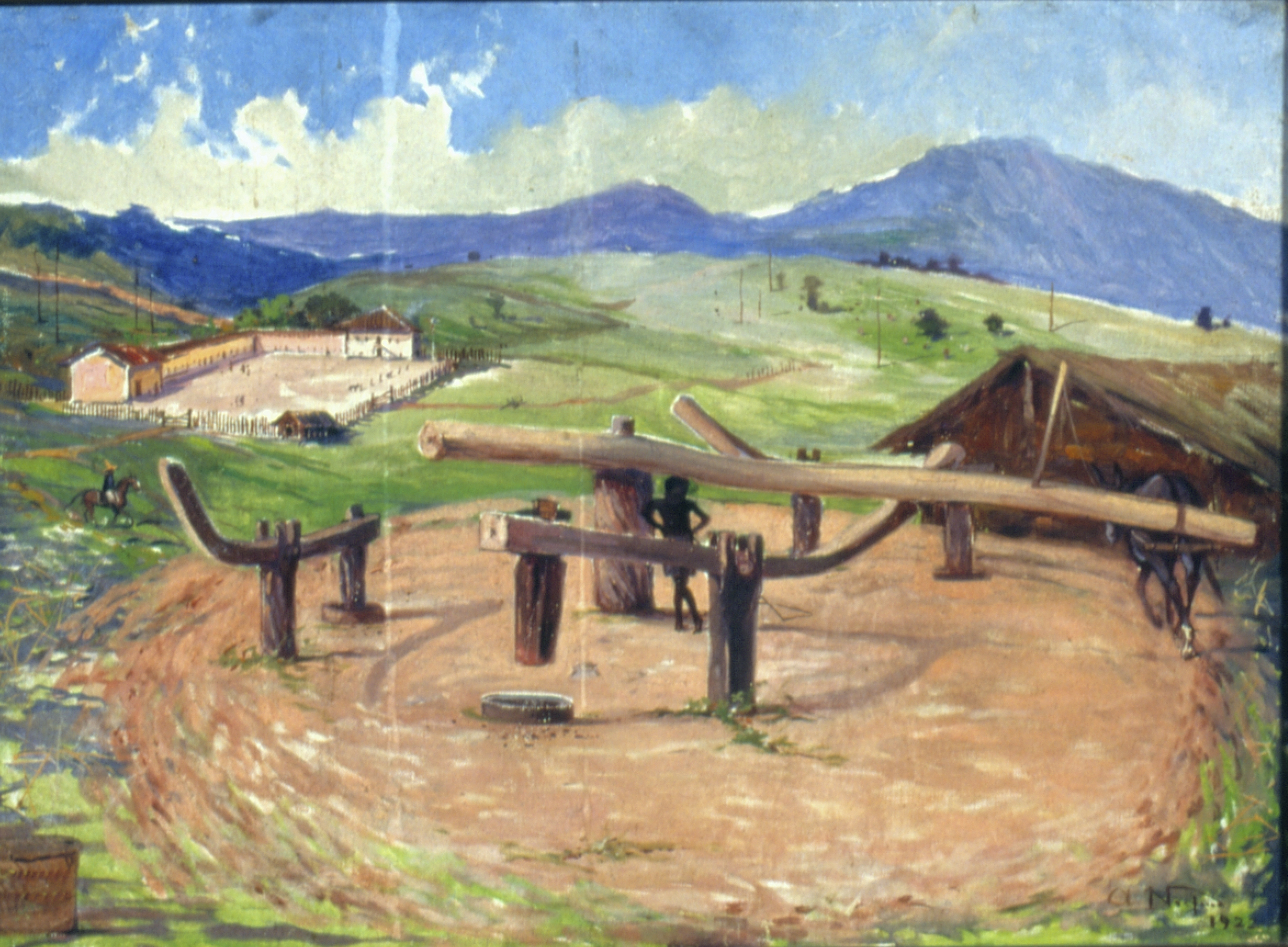
Monjolo de Rabo em Campinas, 1922, Acervo do Museu Paulista da USP.

Uma das principais obras de Alfredo Norfini é o quadro “O Cabano Paraense”, que atualmente está no Museu de Artes de Belém. O teor da pintura se baseia na Cabanagem no decorrer do século XX e tem como figura central os cabanos, que carregam a "identidade cabana" marca de bravura para expressivos pesquisadores brasileiros como Jorge Hurley e Caio Prado Júnior. A obra é uma das mais conhecidas do pintor devido ao grau de romantização da imagem do homem que representa os que fizeram eclodir as revoltas e que acabaram sendo reduzidos de forma uniforme ao redor e entorno de uma pretensa “identidade cabana”.
O quadro foi tema de abordagem do documentário "A Revolta dos Cabanos", que tinha como objetivo principal destrinchar sobre o tema da Cabanagem. O homem que representa esse estilo na obra de Alfredo Norfini é um dos personagens do estudo. Ele é definido como: indivíduo que faz parte do único grupo rebelde da história brasileira que conseguiu tomar o poder das mãos dos governantes, fazendo alusão a um grupo popular do qual participavam ativamente negros, índios, cabanos e a classe média. O grupo consegui subir ao governo por aproximadamente um ano e meio e o conflito com a polícia causou a morte de mais de 40 mil pessoas e ficando conhecido como a Cabanagem. O conflito ficou marcado na história brasileira e a obra de Norfini um marco para o entendimento e representação de tudo que a revolução representou ao povo.
O quadro "O Cabano Paraense" é uma das referências do trabalho realizado por Norfini e em muitas ocasiões é usado por pessoas do meio acadêmico, artístico, político e jornalístico como uma espécie de símbolo do considerado “cabano paraense". O ex-prefeito de Belém, Edmilson Rodrigues, e o jornalista Lucio Flavio Pinto usaram em 2012 e 2015, respectivamente, o quadro como referência para destacar a importância da cabanagem na região. Em 1990, o fotógrafo Luiz Braga tira uma fotografia em que um menino vende amendoim na praia da vila, cujo nome é "O Vendedor de Amendoim!". O fotógrafo cria uma analogia da imagem obtida por ele com o quadro de Alfredo Norfini na exposição no Teatro da Paz em Belém.
A obra também foi utilizada pela professora pós-graduada em história na Universidade de São Paulo, Magda Ricci, que estuda a cidade a partir da arte, precisamente por meio de mais de uma obra de Norfini sobre a Cabanagem.
Um outro quadro que foi fundamental para a categorização da cabanagem é "A tomada do trem de guerra", em que Alfredo Norfini pintou o local onde a tomada da cidade se decidiria, quanto aos cabanos e os soldados do exército. O embate entre os dois grupos em frente à Igreja dos Mercedários foi sangrenta e foi um dos grandes momentos da revolução representada pela obra do pintor italiano. Além disso, foi neste momento que os anti-cabanos mataram o maior líder cabano.
Uma outra obra de destaque de Norfini é o quadro "Velho Solar Colonial", pintado em 1945, obra que foi exposta nos salões de arte ao lado de outras pinturas como "Interior da Catedral de Belém", do artista Leônidas Monte. Quanto à obra de arte "O cabano paraense", também de 1945, foi feita enquanto estava no Pará e transformou-se no paradigma visual e na invenção da imagem do herói da Cabanagem.
Também é possível ressaltar a obra A Cripta da Sé, que está no acervo da Pinacoteca, localizado na capital paulista. Já no Museu do Ipiranga, um projeto-piloto que conta com mais de 70 mil imagens e fotografias históricas, entre elas imagens de obra de Alfredo Norfini e Antonio Ferrigno, que retrataram a cidade de São Paulo durante o século XIX, com destaque para aos canaviais e lavouras de café paulistas.
Em 2012, a cidade de Paraty , no Morro do Forte Defensor Perpétuo, realizou uma exposição com o propósito de mostrar pinturas do artista italiano que viajava pelo Brasil retratando cidades históricas do país. Dentre as cidades destacadas estão as de Minas Gerais, como Caeté, Congonhas do Campo, Diamantina, Sabará, Tiradentes, São João Del Rei, Santa Bárbara e Ouro Preto. O objetivo era destacar os traços característicos de Norfini, que por muito tempo fez estudos de flora da região.
O pintor tem um estilo pessoal que personaliza suas obras. Suas aquarelas eram claras e com leveza, mostrando conhecimento técnico nas pinceladas com segurança e espontaneidade, e suas características ficaram marcantes para os que apreciam as obras de arte sobre a cultura brasileira e que procurar entender sobre como foi o processo de acontecimentos da Cabanagem.

### Fazenda Cachoeira – Canavial, 1840
Baseado em um desenho de Hercule Florence e concebido em 1920, o óleo sobre tela retrata as condições de vida de negros escravizados em uma fazenda de Campinas. Além do grande número de trabalhadores submetidos a regime forçado cortando cana, estão presentes na cena uma série de elementos da natureza, como altas árvores e extensos campos de plantação, os quais recobrem o relevo plano que só é interrompido pelas montanhas presentes na linha do horizonte. Em dia de céu aberto, os escravos, além de realizar a colheita, também organizam os insumos em feixes e os levam a uma carroça, localizada à direita na obra.

#### Descrição
A obra de Alfredo Norfini, feita em óleo sobre tela em 1920, foi encomendada por Afonso Taunay, então diretor do Museu Paulista, e pertence ao Fundo Museu Paulista sob o número de inventário 1-19387-0000-0000. O quadro, que teve como base um desenho de Hercule Florence, possui as seguintes medidas: 100,5 centímetros de altura e 140,5 centímetros de largura. Nas várias referências à obra, aparecem também outros títulos como Canavial da Cachoeira; Cannavial e café novo em Campinas (1826); Fazenda da Cachoeira – Campinas 1836 – plantação de café e canna; e Córte do cannavial junto ao café novo.

#### Análise
Na cena, há uma série de indivíduos escravizados trabalhando no corte de cana-de-açúcar em uma fazenda campineira. Chama a atenção a presença das árvores que entremeiam o ambiente, composto pela plantação e pela estrada de terra à direita, na qual uma carroça estacionada é abastecida com feixes de canas recém cortados. Comparando a obra com sua matriz, percebe-se que há um número maior de escravizados no desenho original de Florence.

#### Contexto
O quadro de Alfredo Norfini foi encomendado por Afonso Taunay em função das comemorações do 1o Centenário da Independência do Brasil, esforço inscrito em um projeto de reformulação do Museu Paulista, que assumia, progressivamente, seu caráter de instituição histórica.

### Tríptico: Cavalhadas em Sorocaba - Alcância das Canas, Desfile de Cristãos e Mouros, Argolinha

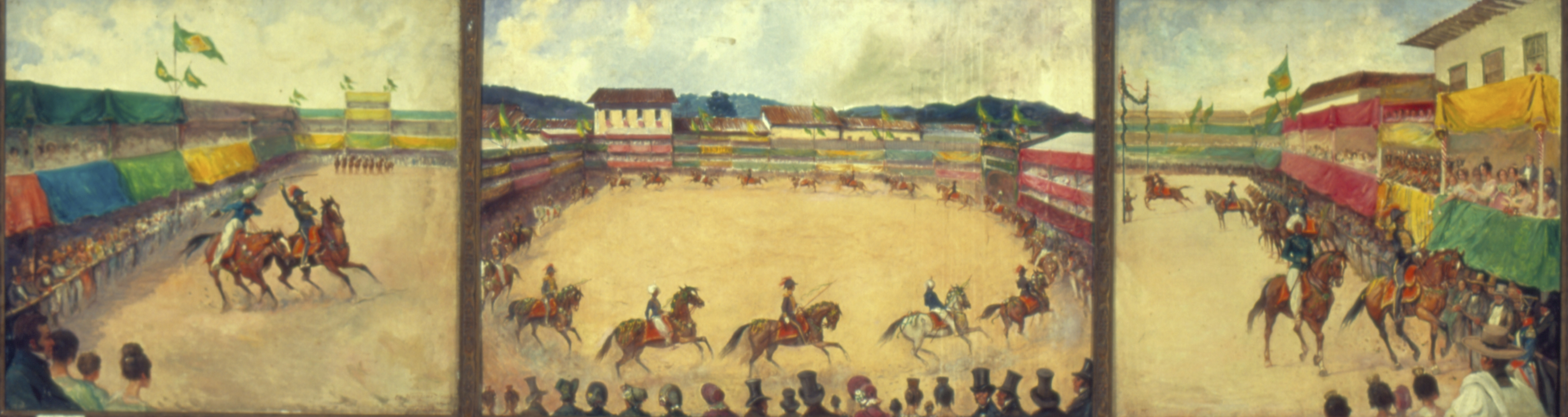
Tríptico: Cavalhadas em Sorocaba - Alcância das Canas, Desfile de Cristãos e Mouros, Argolinha

O tríptico sobre ass cavalhadas foi baseado em desenhos de Hercule Florence e concebido em 1920. A obra foi feita em óleo sobre tela. As partes retratam costumes herdados da colonização portuguesa: à esquerda está retratada a etapa das alcâncias (ou alcancilhas), na qual dois cavaleiros – um à moda europeia e outro, à muçulmana – reproduzem um conflito com lanças. Ao centro, uma série de cavaleiros alternados, representando cristãos e muçulmanos desfila para um grande número de espectadores, que estão distribuídos pelos camarotes ao redor da arena. À direita, o pintor reproduz a fase das “argolinhas”, espécie de competição entre os cavaleiros, cujo prêmio, que está suspenso no topo de um cordão, seria entregue a uma figura política ou a uma jovem espectadora pelo vencedor. No quadro, um cavaleiro cristão oferece a prenda a uma mulher. De modo geral, Norfini utilizou grande variedade de cores na decoração dos camarotes, das bandeiras e vestimentas. Além disso, como afirma Ruth Sprung Tarasantchi, o artista tinha habilidade na composição de animais, o que pode ser observado na obra.

#### Descrição
A obra de Alfredo Norfini, feita em óleo sobre tela em 1920, foi encomendada por Afonso Taunay, então diretor do Museu Paulista, e pertence ao Fundo Museu Paulista sob o número de inventário 1-19455-0000-0000. O quadro, que teve como base um desenho de Hercule Florence, possui as seguintes medidas: 81,5 centímetros de altura e 291 centímetros de largura. Ademais, nas várias referências à obra, aparecem também os títulos Desfile de mouros e christãos, Alcancia de cannas; Alcancea de canas; Escaramuça de um fio; Sorte de argolinha; e Feste brasiliane nel secolo XVIII.

#### Análise
O tríptico, obra composta em três partes mas com sentido apenas quando em conjunto, retrata fases das cavalhadas, festas tradicionais da cultura portuguesa. Na obra, observa-se cavaleiros situados em uma grande praça ornamentada e rodeados por um vasto público.
Nanci Chiovitti debate acerca dessas festividades partindo da perspectiva econômica. Segundo a mesma, inexistiam meios de transporte até o final do século XVII no Brasil, função realizada até então por mão de obra indígena e negra escravizada. A ocupação da região sul alterou esse quadro ao incentivar o uso de animais para transporte, como muares e cavalos. Em estudo quantitativo, Chiovitti demonstra que o fluxo comercial desses animais aumentou significativamente a partir da década de 1830, período de alta na produção açucareira paulista, e também em 1850, momento em que o café adquiriu protagonismo na balança comercial do Império.
Por influência da nova dinâmica, uma série de estradas surgiram e, com elas, os pousos – espécie de paragem para descanso das tropas de animais e dos seus condutores, conhecidos como tropeiros. Essas mudanças geraram concentrações populacionais que originaram  novas vilas e povoados. Ainda de  acordo com Chiovitti, Sorocaba destacava-se por ser um ponto terminal para os tropeiros que vinham da região sul. Por sua posição estratégica, a cidade foi palco de muitas feiras organizadas para comercialização de muares e cavalos.
O desenvolvimento urbano gerado por esse tipo de comércio também estimulou a prática de expressões populares e culturais, como é o caso das cavalhadas. Em Sorocaba, como indica Neusa Mariano, as cavalhadas eram parte da Festa do Divino e ocorriam no Largo da Matriz Nossa Senhora da Ponte, local que era ornamentado com bambus em arcos e bandeiras, tal qual registrado por Florence e reproduzido por Norfini.
As cavalhadas são encenações de origem portuguesa que reproduzem a conquista do cristianismo sobre o islamismo. É comum a configuração que participam doze cavaleiros, cada metade representando uma das religiões, que duelam e finalizam com o aprisionamento de um dos grupos (geralmente os cavaleiros do islã, que tornam-se convertidos). Dessa forma, a alcância (ou alcancilha), o desfile e as argolinhas são três momentos da festividade.
Nas alcâncias, recriam o combate individual entre o sultão e o rei cristão, seguindo-se pela batalha entre todos os cavaleiros. Nesse momento, à esquerda no tríptico, os indivíduos são retratados empunhando feixes de cana-de-açúcar como armamento, o que explica o termo “canas”. Observa-se dois cavaleiros em combate, um usando turbante branco e o outro, um chapéu azul com pluma vermelha. Ao fundo, alguns cavaleiros observam o combate, assim como a plateia, organizada nos camarotes decorados com bandeiras do Império.
No centro da obra, a plateia assiste a 20 cavaleiros, alternados entre os paramentados à moda europeia e aqueles à muçulmana, todos desfilando enfileirados de modo a ladear a praça. No ângulo oferecido por Norfini ao observador (mais alto que as duas outras partes do tríptico), o pintor abriu os planos, garantindo a visão da paisagem ao fundo, composta de montanhas e vegetação. Pela composição adotada, o observador parece fazer parte do público, como se estivesse em um dos camarotes.
Na porção direita, há dois cavaleiros em primeiro plano: um vestido à moda europeia, que entrega o prêmio obtido na fase das argolinhas a uma mulher; e outro mais afastado, que representa um fiel do islã. Todavia, mais ao fundo, alguns cavaleiros aguardam para participar das argolinhas. Nessa etapa das competições, segundo Carlos Eduardo Schipanski, o cavaleiro deveria retirar uma argola suspensa com a ponta de uma lança. O vencedor deveria oferecer a prenda a uma autoridade ou a sua amada.

#### Contexto
O tríptico de Alfredo Norfini foi encomendado por Afonso Taunay em função das comemorações do 1o Centenário da Independência do Brasil, esforço inscrito em um projeto de reformulação do Museu Paulista, que assumia, progressivamente, seu caráter de instituição histórica. O conjunto foi inicialmente exposto na sala A 12, “Consagrada à antiga iconografia paulista”, inaugurada em 1922.

### Inocência no túmulo de um liberal

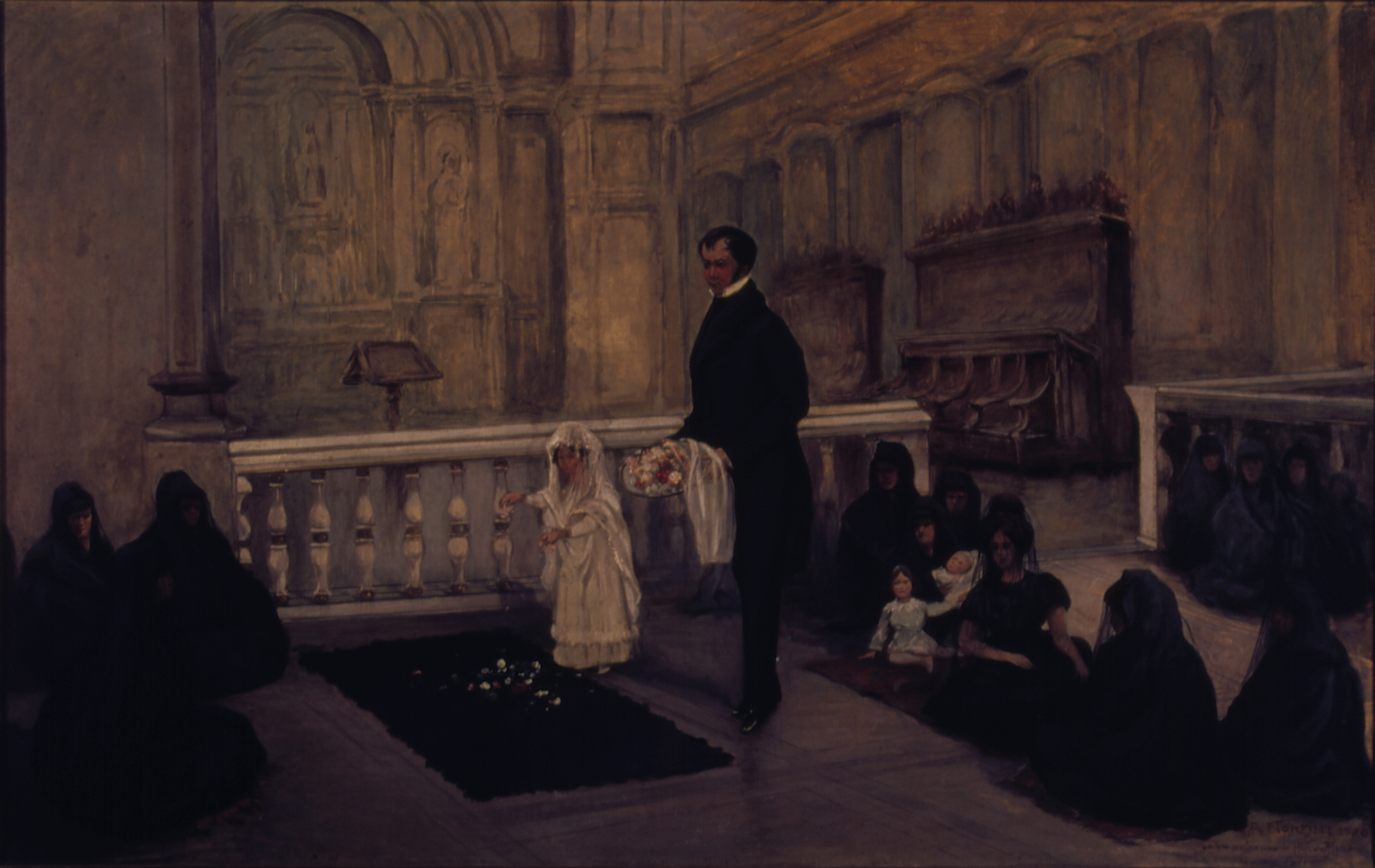
Inocência no túmulo de um liberal

Baseada em um desenho de Hercule Florence, a obra Inocência no túmulo de um liberal foi composta em óleo sobre tela em 1920. A partir de cena histórica, cuja temática é o momento posterior ao sepultamento de Libero Badaró. Na pintura foram reproduzidos os costumes fúnebres por meio das vestimentas e da posição das personagens, que, em sua maioria sentadas, ecoam uma tradição oriental intermediada pela colonização portuguesa. Ao fundo, o interior da Catedral da Sé, local de realização da cerimônia, foi composto com poucos detalhes, o que direciona o olhar para a cena em primeiro plano.

#### Descrição
A obra de Alfredo Norfini, feita em óleo sobre tela em 1920, foi encomendada por Afonso Taunay, então diretor do Museu Paulista, e pertence ao Fundo Museu Paulista sob o número de inventário 1-19309-0000-0000. O quadro, que teve como base o desenho Inocência no túmulo de um liberal, de Hercule Florence, possui as seguintes medidas: 59,5 centímetros de altura e 95 centímetros de largura. Nas várias referências à obra, aparecem também outros títulos, como:  A inocência sobre o túmulo de um liberal; Exéquias de Libero Badaró na Sé Catedral de São Paulo; e Cena ocorrida após a  celebração das exéquias de Libero Badaró na Catedral de São Paulo, 1830.

#### Análise
Em Inocência no túmulo de liberal, Norfini reproduziu o momento posterior ao sepultamento de Libero Badaró, jornalista assassinado em atentado no dia 21 de novembro de 1830. Grande opositor de Pedro I, a morte de Badaró agravou a crise política de um governo já instável.
Na obra, em primeiro plano, estão presentes majoritariamente mulheres trajadas com vestimentas pretas que prestam luto sentadas à maneira oriental sobre tapetes, indicando as redes de influência construídas com a colonização portuguesa. No entanto, em pé figuram um homem e uma jovem menina, ambos colocando flores sobre o túmulo de Badaró, localizado até então na Catedral da Sé de São Paulo. As crianças, ao contrário dos adultos, vestem branco, o que resgata a pureza de suas almas. Ao fundo, Norfini retratou elementos do edifício que abriga a Catedral de forma menos nítida, o que direciona o foco para a cena em primeiro plano.
Taunay comenta em entrevista do lançamento do livro Velho São Paulo, na publicação de 10 de agosto de 1952 do Correio Paulistano, que a cerimônia fúnebre realizada em função do assassinato de Líbero Badaró havia sido testemunhada por Hercule Florence:
Estava-se em 1830 e não havia morador na cidade e nas vizinhanças, com interesse na solenidade fúnebre, que Hercule Florence percebeu o incomum do acontecimento. E gravou o espetáculo. Baseado nos seus traços, o pintor A. Norfini compôs um quadro que hoje é parte do Museu Paulista.

#### Contexto
O quadro de Alfredo Norfini foi encomendado por Afonso Taunay em função das comemorações do 1o Centenário da Independência do Brasil, esforço inscrito num projeto de reformulação do Museu Paulista, que assumia, progressivamente, seu caráter de instituição histórica.